# Kongensbro
Kongensbro  er en bro over Gudenåen, der bærer Primærrute 26, der er hovedvejen mellem Århus og Viborg og Primærrute 46 mellem Silkeborg og Randers; broen ligger mellem Fårvang, Ans, Grauballe og Bjerringbro. I dag er der opstået en mindre bebyggelse omkring broen med omkring 40 husstande, som også kaldes Kongensbro.
Det er kendt at der har været bro på lokaliteten siden slutningen af 1500-tallet. Det siges at kongen på daværende tidspunkt kom gående på sydsiden af Gudenåen og gjorde stop ved færgestedet overfor det nuværende Kongensbro Kro. Kongen kunne dufte de nyrøgede ål fra kroen og beordrede straks at der skulle opføres en bro ved at anvende de egetræer der alligevel var på den sydlige del af Gudenåen, for at han nemmere kunne komme til Kroen og smage de ål han kunne dufte. Derfor hedder broen i dag Kongensbro. I 1663 blev den givet i fæste til Ebbe Gyldenstierne der var overkrigskommissær i Jylland og stiftamtmand i Viborg, efter hvilket kroen ved Kongensbro havde opnået sit kongelige privilegium til at drive værtshus, købmandshandel og samtidig huse vejfarende folk, og siden har Kongensbro Kro ligget ved broen. Kroen har også haft betydning som værtshus og overnatningssted i forbindelse med pramfarten på Gudenåen, og Trækstien går lige forbi.